# 양우건설
양우건설(陽宇建設)은 대한민국의 건설회사이다. 본사는 서울특별시 영등포구 영등포동에 위치하고 있으며, 1989년 양우주택으로 설립되어 2001년 양우건설 주식회사로 상호를 변경했다. 국토교통부가 발표한 2021년 시공능력평가에서 토목건축공사업 시공능력평가액 1조 242억 원으로 42위를 기록했다.
아파트 브랜드는 '양우내안애'를 사용하고 있다. 

## 건설사 시공능력평가
국토교통부 건설사 시공능력평가액은 다음과 같다.
| 연도 | 평가액(원) | 순위 |
| ---- | ---------- | ---- |
| 2019 | 9,842억    | 42   |
| 2020 | 1조 355억  | 40   |
| 2021 | 1조 242억  | 42   |

## 같이 보기
- 대한건설협회
- 건설워커